# Crytea gilvicornis
Crytea gilvicornis är en stekelart som beskrevs av Heinrich 1968. Crytea gilvicornis ingår i släktet Crytea och familjen brokparasitsteklar.

## Underarter
Arten delas in i följande underarter:
- C. g. usambarica
- C. g. albidipes